# ليزا موناكو
ليزا موناكو (بالإنجليزية: Lisa Monaco) (و. 1968 – م) هي محامية من الولايات المتحدة الأمريكية ولدت في بوسطن.

## التعليم
تعلمت في جامعة هارفارد.